# Euphorbia repetita
Euphorbia repetita är en törelväxtart som beskrevs av Ferdinand von Hochstetter och Achille Richard. Euphorbia repetita ingår i släktet törlar, och familjen törelväxter.
Artens utbredningsområde är Etiopien. Inga underarter finns listade i Catalogue of Life.